# Затоплювані луки Гуаякілю
Затоплювані луки Гуаякілю (ідентифікатор WWF: NT0905) — неотропічний екорегіон затоплюваних луків і саван, розташований на заході Еквадору.

## Географія
Екорегіон затоплюваних луків Гуаякілю охоплює низовини, розташовані в провінціях Гуаяс та Лос-Ріос на заході Еквадору. З Еквадорських Анд через територію екорегіону до Гуаякільської затоки Тихого океану стікає багато річок, найбільшою з яких є Гуаяс, утворюючи широкі заболочені заплави, які регулярно затоплюються під час вологого сезону. На заході затоплювані луки регіону переходять у вологі ліси Західного Еквадору, а на сході, у передгір'ях Анд, — у сухі ліси Еквадору. На півдні, в гирлі Гуаясу, де відчувається вплив солоної води, затоплювані луки Гуаякілю поступово переходять у мангри Гуаякільської затоки та Тумбесу.

## Клімат
В межах екорегіону переважає саванний клімат (Aw за класифікацією кліматів Кеппена). Середня температура в регіоні становить близько 26 °C, а середньорічна кількість опадів — близько 1200 мм. Більшість опадів випадає під час чітко вираженого сезону дощів з грудня по травень. Протягом решти року триває сухий сезон.

## Флора і фауна
Рослинний покрив екорегіону представлений затоплюваними луками та саванами, які на більших висотах подекуди перемежовуються ділянками сухих тропічних лісів. У районах, які більшу частину року затоплені водою, переважають різноманітні водні рослини, зокрема звичайні водяні гіацинти (Pontederia crassipes), тропічні понтедерії (Pontederia rotundifolia), болотяні геренатери (Heteranthera reniformis), сигарні калатеї (Calathea lutea) та облямовані калатеї (Heliconia marginata). З січня по березень, у пік сезону дощів, кількість водних рослин значно збільшується. Серед трав'янистих рослин, поширених на луках регіону, слід відзначити приквітковий ехінодорус (Echinodorus bracteatus), пухнастоцвіту альтернатеру (Alternanthera pubiflora), жовту камонею (Camonea umbellata), губчасту люффу (Luffa operculata) та жовту малахру (Malachra alceifolia), а серед дерев, поширених у саванах, — звичайне бальсове дерево (Ochroma pyramidale), калабурове дерево (Muntingia calabura), вест-індійський в'яз (Guazuma ulmifolia), ямайськe тремe (Trema micranthum), рожеву табебую (Tabebuia rosea) та бельдаковий псевдобомбакс (Pseudobombax millei).
Загалом флора і фауна екорегіону характеризуються помірним видовим різноманіттям та низьким рівнем ендемізму. Серед поширених в регіоні ссавців слід відзначити тропічного білохвостого оленя (Odocoileus virginianus tropicalis), ошийникового пекарі (Dicotyles tajacu), колумбійського ревуна (Alouatta palliata), ягуара (Panthera onca), ягуарунді (Herpailurus yagouaroundi), білоносу носуху (Nasua narica), ракуна-крабоїда (Procyon cancrivorus), неотропічну видру (Lontra longicaudis), низинну паку (Cuniculus paca), південного опосума (Didelphis marsupialis) та майже ендемічного еквадорського молоса (Cabreramops aequatorianus).
Серед птахів, поширених на луках і в саванах регіону, слід відзначити малого талпакоті (Columbina minuta), рудого канюка-крабоїда (Buteogallus meridionalis), червоноокого шуліку-слимакоїда (Rostrhamus sociabilis), тропічного тирана (Tyrannus melancholicus), рудокрилого горнеро (Furnarius cinnamomeus), чорнощокого зерноїда (Sporophila nigricollis) та аранеро (Geothlypis auricularis). На берегах водно-болотних угідь зустрічаються паламедеї (Anhima cornuta), рудошиї бушлі (Tigrisoma lineatum), білогорлі погоничі (Laterallus albigularis), золотодзьобі пастушки (Neocrex erythrops) та міктерії (Mycteria americana).

## Збереження
Велика частина луків та саван екорегіону була знищена та перетворена на рисові поля та інші сільськогосподарські угіддя. Також в регіоні спостерігається розвиток аквакультури. Внаслідок швидкого зростання кількості населення деградація природних екосистем в регіоні триває.
Оцінка 2017 року показала, що 136 км², або 35 % екорегіону, є заповідними територіями. Великі природоохоронні території в регіоні відсутні.